# Кінокритика

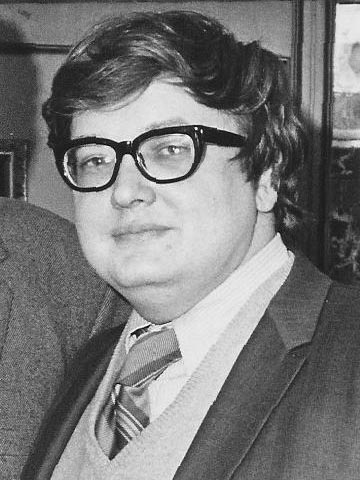
Роджер Еберт, американський кінокритик і сценарист. Лауреат Пуліцерівської премії 1975 року.

Кінокритика (англ. film criticism) — рецензування фільмів і аналіз сучасного кінопроцесу.
Займається тлумаченням і оцінкою творів кіномистецтва з споживчої точки зору (рецензування, оцінювання), з публіцистичною точки зору (зв'язок з нагальними проблемами громадського та духовного життя) і з точки зору кінознавства та теорії кіно (див.  en: film theory).
Існує точка зору, що рецензування продукції кіноіндустрії в ЗМІ, т.зв. Оперативна кінокритітка, не є в дійсності кінокритикою, і цієї назви заслуговує тільки академічна кінокритика, що спирається на кінознавство і теорію кіно, і аналізує фільм як предмет мистецтва.